# Heinrich Weber
Heinrich Martin Weber (Heidelberg, 5 de março de 1842 — Estrasburgo, 17 de maio de 1913) foi um matemático alemão.
Sua área de interesse foi álgebra e teoria dos números. É mais conhecido por sua obra em três volumes Lehrbuch der Algebra, publicada em 1895.
Weber iniciou os estudos na Universidade de Heidelberg, em 1860, tendo estudado também na Universidade de Leipzig e na Universidade de Königsberg. Em 1866 tornou-se privatdozent, e em 1869 professor extraordinário em Heidelberg, sendo convocado neste mesmo ano para assumir uma cátedra no Instituto Federal de Tecnologia de Zurique, seguindo depois para a Universidade de Königsberg e Universidade Técnica de Berlim. Encerrou sua carreira na Universidade de Estrasburgo.
Em 1895 e 1904 foi presidente da Associação dos Matemáticos da Alemanha.
Foi palestrante convidado do Congresso Internacional de Matemáticos em Zurique (1897) e em Heidelberg (1904: Bemerkungen aus der Theorie der partiellen Differentialgleichungen).

## Publicações
- com Richard Dedekind: Theorie der algebraischen Functionen einer Veränderlichen. J. Reine Angew. Math. 92 (1882) 181–190
- Elliptische Functionen und algebraische Zahlen. Braunschweig 1891
- Encyklopädie der Elementar-Mathematik. Ein Handbuch für Lehrer und Studierende. Leipzig 1903/07, (Vol. 1, Vol. 2, Vol. 3) (em alemão)
- com Bernhard Riemann (i.e. partly based on Riemann's lectures): Die partiellen Differential-Gleichungen der mathematischen Physik. Braunschweig 1900-01[2]
- Lehrbuch der Algebra. Braunschweig 1924, ed. Robert Fricke
- Weber, Heinrich (1981) [1895], Lehrbuch der Algebra, ISBN 978-0-8218-3258-5 (em alemão), 1 3rd ed. , New York: AMS Chelsea Publishing
- Weber, Heinrich (1981) [1895], Lehrbuch der Algebra, ISBN 978-0-8218-2647-8 (em alemão), 2 3rd ed. , New York: AMS Chelsea Publishing
- Weber, Heinrich (1981) [1898], Lehrbuch der Algebra, ISBN 978-0-8218-2971-4 (em alemão), 3 3rd ed. , New York: AMS Chelsea Publishing